# Телюк, Пётр Захарович
Пётр Захарович Телюк (1 мая 1925, Кривощёково, Кокчетавский уезд, Акмолинская губерния Киргизская АССР, РСФСР, СССР — 8 февраля 2004, Петропавловск, Казахстан) — советский хозяйственный, государственный и политический деятель. Герой Социалистического Труда (1973). Член КПСС с 1947 года.

## Биография
Родился 1 мая 1925 года в селе Кривощёково Кокчетавского уезда Акмолинской губернии Киргизской АССР (ныне — Район Шал Акына, Северо-Казахстанская область, Казахстан).
До начала Великой Отечественной войны окончил восемь классов начальной школы. С 1941 по 1943 годы работал колхозником в колхозе «Смычка» Октябрьского района Северо-Казахстанской области. С 1942 года начал работать на станции Шокай Карагандинской железной дороги в должности бригадира путевого строительного участка.
С 1943 года был призван в ряды РККА и направлен в действующую армию, участник Великой Отечественной войны в составе 110-й гвардейской стрелковой дивизии 37-й армии. Воевал на Степном фронте, участвовал в освобождении Украины, был тяжело ранен. С 1944 года был демобилизован из рядов Советской армии как инвалид войны.
С 1944 года начал работать помощником счетовода колхоза «Смычка». С 1945 года — заведующий отделом физической культуры и спорта Октябрьского районного исполкома КПСС. С 1946 по 1948 годы был уполномоченным Северо-Казахстанского областного Комитета радиовещания по Октябрьскому району. С 1948 по 1953 годы работал и избирался — инструктором и 1-м секретарём Октябрьского районного комитета ВЛКСМ Казахстана. С 1953 по 1954 годы работал заведующим Отдела пропаганды и агитации и Отдела партийных, профсоюзных и комсомольских организаций Октябрьского райкома КП Казахстана. В 1954 году был избран секретарём Октябрьского районного комитета КП Казахстана, на этой должности работал до 1956 года.
С 1956 по 1960 годы обучался в Алма-Ате в Высшей партийной школе при ЦК КП Казахстана.
С 1960 года заведующий организационным отделом, с 1962 года — 2-й секретарь Октябрьского районного комитета КП Казахстана. С 1965 по 1969 годы был председателем Сергеевского райисполкома Совета депутатов трудящихся.
С 1969 года был избран 1-м секретарём Бишкульского районного комитета КП Казахстана. 8 апреля 1971 года Указом Президиума Верховного Совета СССР «за успешное выполнение заданий восьмой пятилетки» Пётр Захарович Телюк был награжден Орденом Ленина.
10 декабря 1973 года Указом Президиума Верховного Совета СССР «за большие успехи, достигнутые во Всесоюзном социалистическом соревновании, и проявленную трудовую доблесть в выполнении принятых обязательств по увеличению производства и продажи государства зерна и других продуктов земледелия в 1973 году» Пётр Захарович Телюк был удостоен звания Героя Социалистического Труда с вручением Ордена Ленина и золотой медали «Серп и Молот».
С 1975 по 1981 годы был заведующим Отделом административных и торгово-финансовых органов Петропавловского ГК КПСС. С 1981 по 1985 годы возглавлял Отдел административных органов Северо-Казахстанского областного комитета КП Казахстана. Помимо основной деятельности депутатом Верховного Совета Казахской ССР и членом Северо-Казахстанского обкома КП Казахстана.
С 1985 года вышел на заслуженный отдых, проживал в Петропавловске.
Скончался 8 февраля 2004 года, похоронен на Новом православном кладбище города Петропавловска.

## Награды
- Медаль «Серп и Молот» (10.12.1973);
- Два Ордена Ленина (08.04.1971; 10.12.1973);
- Два Ордена Отечественной войны I степени (02.06.1965[2]; 11.03.1985[3]);
- Три Ордена Знак Почёта (11.01.1957; 22.03.1966; 19.02.1981);
- Медаль «За победу над Германией в Великой Отечественной войне 1941—1945 гг.»[2].

## Звание
- Почётный гражданин города Сергеевка
- Почётный гражданин района Шал Акына

### Память
- В городе Петропавловске на доме № 130 по Парковой улице была установлена мемориальная доска в честь Петра Захаровича Телюка.